# ذي هذال (بعدان)

تعديل مصدري - تعديل

ذي هذال هي إحدى قرى عزلة المنار بمديرية بعدان التابعة لمحافظة إب، بلغ تعداد سكانها 194 نسمة حسب تعداد اليمن لعام 2004.